# ران کیسی (ویراستار)
ران کیسی (به انگلیسی: Ron Casey) (زادهٔ ۲۱ اوت ۱۹۵۱) سردبیر روزنامه، ویراستار، و روزنامه‌نگار بود.